# PlayStation

Logo PlayStationu

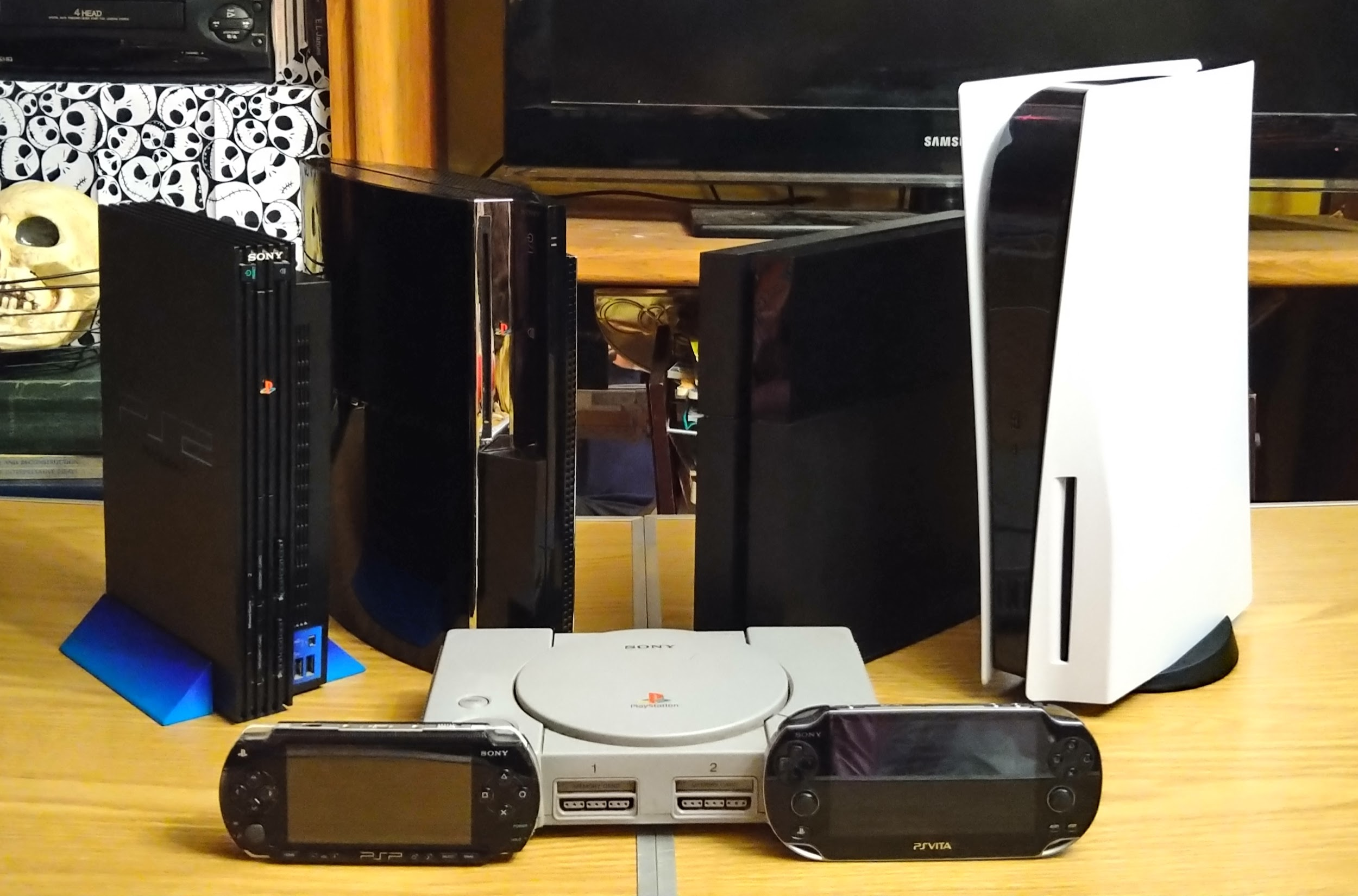
Více generací PlayStation konzolí vedle sebe

PlayStation (japonsky プレイステーション, Pureisutéšon), zkráceně PS, je videoherní značka pěti domácích konzolí, dvou kapesních konzolí, online služby, ovladačů, mobilního telefonu a řady časopisů. Výrobcem je společnost Sony Interactive Entertainment, která je divizí Sony. První herní konzole byla uvedena pod názvem PlayStation v Japonsku v prosinci 1994 a celosvětově následujícího roku.
Bylo prodáno více než 100 milionů kusů původní konzole. Jedná se o první dosažení takovéto hranice. Podařilo se ji dosáhnout pod deset let. PlayStation 2, nástupce PlayStationu 1, byl uveden na trh v roce 2000. Do konce roku 2012 bylo prodáno přes 154 milionů kusů konzole a PlayStation 2 se tak stal nejprodávanější herní konzolí na světě. Další herní konzole byla vydána společností Sony roku 2006 pod názvem PlayStation 3. Do března 2017 se prodalo více než 87,4 milionu kusů. Následovala herní konzole PlayStation 4, která byla uvedena v roce 2013. Do jednoho dne byl prodán milion kusů a PlayStation 4 se stal nejrychleji prodávanou herní konzolí v historii. Prozatím nejnovější konzolí od Sony je PlayStation 5, jež byla vydána v průběhu listopadu 2020.
První kapesní herní konzolí se stal PlayStation Portable (PSP), kterého se do listopadu 2013 prodalo 80 milionů kusů. Jeho nástupce, PlayStation Vita, byl na japonský trh uveden v prosinci 2011 a ve většině dalších zemí v únoru 2012. Do ledna 2013 byly prodány 4 miliony kusů konzole. PlayStation TV je mikrokonzole a nepřenosná varianta kapesní konzole PlayStation Vita. Dalšími vydanými produkty PlayStation byly PSX, DVD přehrávač s plně integrovanou herní konzolí PlayStation a PlayStation 2, který se kvůli vysoké ceně dlouho neprodával a nebyl uveden mimo Japonsko, a televize Sony Bravia s integrovaným PlayStationem 2. DualShock je hlavní řadou ovladačů konzolí PlayStation. Je tvořen gamepadem s haptickou odezvou (vibracemi). Do června 2008 bylo prodáno 28 milionů kusů ovladačů. S novým PlayStationem 5 přišel nový typ ovladačů DualSense.
PlayStation Network je online služba, na které je zaregistrováno kolem 110 milionů uživatelů (červen 2013) a aktivně ji používá 94 milionů uživatelů měsíčně (květen 2019). Služba se skládá z elektronického obchodu PlayStation Store, předplatného PlayStation Plus a virtuální herní sociální platformy PlayStation Home, která v době svého ukončení, v březnu 2015, měla po celém světě 41 milionů uživatelů.

## Domácí herní konzole

### PlayStation
PlayStation je původní herní konzole a první konzole stejnojmenné řady, která byla na japonský trh uvedena 3. prosince 1994. Součástí byl i vývojářský kit Net Yaroze, speciální černá konzole PlayStation s nástroji a instrukcemi pro programování videoher a aplikací na PlayStationu, nadcházející konzole PS One, zmenšená verze původní, a PocketStation, kapesní zařízení, které funguje jako paměťová karta a vylepšuje videohry PlayStationu. PlayStation je pátou generací herních konzolí a konkurentem konzolí Sega Saturn a Nintendo 64. Do prosince roku 2003 bylo prodáno 102,49 milionu kusů konzolí PlayStation a PS One, přičemž PlayStation se stal první herní konzolí v historii, která prodala 120 milionů kusů.

#### PS One
PS One (stylizováno jako PS one) je výrazně menší a redesignovaná verze původní herní konzole PlayStation. Byla vydána 7. července 2000, ve stejném roce jako její nástupce PlayStation 2. PS One předčil v prodejích v druhé polovině roku 2000 všechny ostatní konzole, včetně svého nástupce. Oproti svému předchůdci obsahuje konzole dvě hlavní změny. První je kosmetická změna konzole a druhou je grafické uživatelské rozhraní (GUI) domovského menu, verze GUI původně použitého na PAL konzolích.

### PlayStation 2

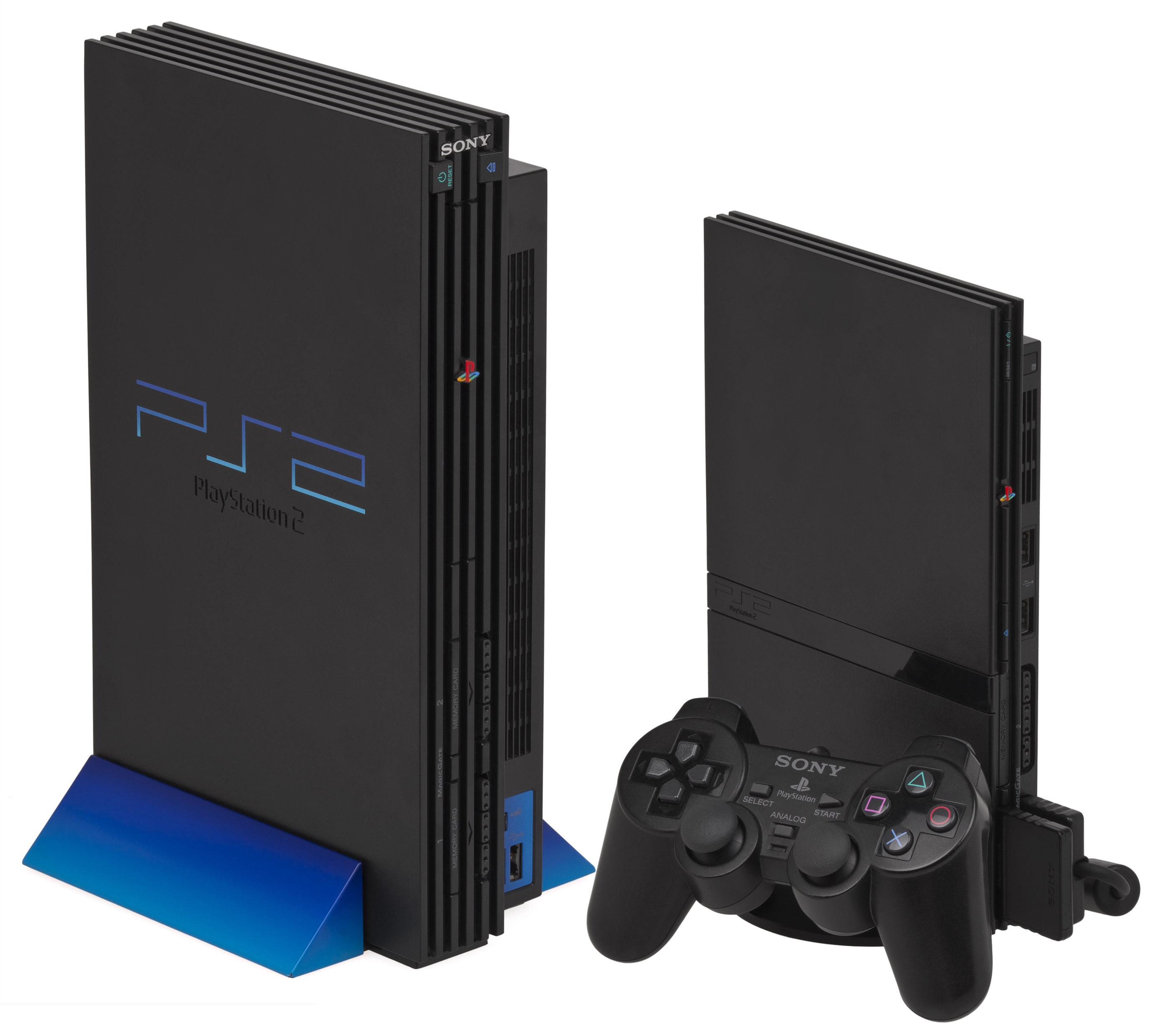
Původní konzole PlayStation 2 (vlevo) a konzole PlayStation 2 Slimline s 8 MB paměťovou kartou a ovladačem DualShock 2 (vpravo)

PlayStation 2 bylo vydáno v roce 2000, 15 měsíců po vydání herní konzole Dreamcast a rok před svými konkurenty Xbox a Nintendo GameCube. Jedná se o herní konzole šesté generace podporující zpětnou kompatibilitu s většinou her původního PlayStationu. Stejně jako svůj předchůdce, tak i on dostal štíhlejší redesign v podobě nového modelu. PlayStation 2 je nejúspěšnější herní konzolí na světě, které k 28. prosinci 2012 prodala více než 155 milionů kusů. Dne 29. listopadu 2005 se PS2 stal nejrychlejší herní konzolí, která dosáhla 100 milionů prodaných kusů. Rekordu dosáhla po 5 letech a 9 měsících po spuštění prodeje. Původní PlayStation dosáhl stejné mety po 9 let a 6 měsících od spuštění prodeje. Dne 28. prosince 2012 byla v Japonsku odeslána do obchodů poslední zásilka konzolí PlayStation 2. Dne 4. ledna 2013 bylo deníkem The Guardian oznámeno, že skončila celosvětová výroba konzolí PS2. Avšak studie ukázaly, že mnoho lidí po celém světě stále vlastní jednu, přestože ji už nadále nepoužívají. K roku 2015 byl PlayStation 2 ohodnocen jako nejprodávanější konzole všech dob.

#### Model Slimline
PlayStation 2 Slimline byl vydán v roce 2004, čtyři roky po vydání původního PlayStationu 2, a jednalo se o první hlavní redisgenovaný model. Ve srovnání se svým předchůdcem byl menší, tenčí a tišší. Měl vestavěný ethernetový port a na některých trzích také integrovaný modem. V roce 2007 začalo Sony dodávat na trh předělanou verzi modelu Slimline, která byla lehčí a obsahovala AC adaptér. V roce 2008 Sony konzoli opět předělalo a nová verze Slimline měla přepracované vnitřní, hardwarové, prostředí, což vedlo k celkovému snížení hmotnosti. Zároveň došlo k vestavění AC adaptéru do vnitřku konzole.

### PlayStation 3
- PlayStation 3
  - verze: Slim a Super Slim

### PlayStation 4
- PlayStation 4
  - verze: Slim a Pro

### PlayStation 5
- PlayStation 5
  - verze: Slim a Pro

## Další produkty

### Kapesní herní konzole
- PlayStation Portable
  - verze: PSP-2000, PSP-3000, PSP Go a PSP-E1000
- PlayStation Vita
- PlayStation Portal

### Ovladače
- Ovladač pro PlayStation
- PlayStation Mouse
- PlayStation Analog Joystick
- Dual Analog Controller
- DualShock
- Sixaxis
- DualSense
- PlayStation Move

### Další systémy
- PocketStation
- PSX
- Xperia Play
- Sony Tablet
- PlayStation TV
- PlayStation VR
- PlayStation Classic

## Služby
- PlayStation Network
- PlayStation Store
- PlayStation Plus
- PlayStation App
- PlayStation Mobile
- PlayStation Now
- PlayStation Home